# راديو سيفان
إذاعة راديو سيفان (بالأرمنية Ռատիօ Սեւան) هي اذاعة لبنانية تبث باللغة الأرمنية من بيروت.

## موجاتها
- تبث في لبنان على الموجتين 90.8 أف أم و  101.5 أف أم.

## وصلات خارجية
- الموقع الرسمي